# Comuna Vaideeni, Vâlcea
Vaideeni (colocvial Vaidei) este o comună în județul Vâlcea, Oltenia, România, formată din satele Cerna, Cornet, Izvoru Rece, Marița și Vaideeni (reședința).
Se află în nord-vestul județului, la poalele Munților Căpățânii, în extremitatea nordică a depresiunii subcarpatice Horezu. Suprafața comunei Vaideeni este de 15759 ha din care aproximativ 10.000 ha este acoperita de păduri. Satul Vaideeni reprezintă reședința comunei, fiind situat în bazinul râului Luncavăț, afluentul Oltului. Teritoriul administrativ al comunei se întinde spre nord până în creasta principală a Munților Căpățânii.

## Istorie
Prima atestare documentară a satului Vaideeni datează din secolul al XVI-lea, când este menționată sub numele de Vai de Ei. Comunitatea a luat naștere în urma venirii din Ardeal a mai multor familii de oieri, în principal din Mărginimea Sibiului pe motivul oprimării religioase (catolicizare forțată). O explicație mai plauzibila a denumirii satului ar fi aceea ca inițial a fost denumit Vaideni (derivat de la nume propriu Vaida) iar, prin deformare, s-a ajuns la forma actuala. Din punct de vedere etnocultural, Vaideeni reprezintă o zonă de interferență între zona etnografică a Olteniei de sub Munte si zona etnografică Mărginimea Sibiului care și-a pus puternic amprenta asupra graiului, portului și tradiției pastorale. 
Satul Vaideeni s-a mărit începând cu sfârșitul secolului al XVIII-lea prin venirea păstorilor ardeleni din Mărginimea Sibiului, valea Sebeșului și Valea Jiului la sud de Carpați. Astfel existau două localități, cea veche Vaideeni-Rumâni și cea nouă Vaideeni-Ungureni. Pe parcursul secolului al XIX-lea numărul ardelenilor sporește, ceea ce îi determină pe băștinașii rumâni să părăsească localitatea, cei rămași fiind asimilați de ungureni. Comunitatea de ungureni a fost una închisă, având sistem de castă, căsătoriile se făceau doar în comunitatea de ungureni, iar interacțiunea cu populație oltenească din împrejuirmi era limitată.	
Populația comunei numără 4.360 de locuitori (2002), satul incluzându-se în categoria așezărilor rurale cu funcții predominant agricole (creșterea ovinelor și bovinelor). Păstrarea acestui profil până în prezent a conferit comunei statutul de nucleu de conservare a specificului național. Sectorul secundar este reprezentat de industria prelucrării lemnului, industria energetică și activitățile artizanale (dărăcit, țesut, brodat, sculptura obiectelor din lemn). Actualmente localnicii desfășoara o intensă preocupare pentru extinderea fenomenului agroturistic în zonă.
În anul 2014, comuna a fost puternic inundată.

## Date generale
•	Localitatea: Vaideeni
•	Populația totala la data 31.dec.2002 este de 4275 locuitori. (2011: 3.946)
•	Suprafața totala: 15759 ha; 157,59 km²
•	Relieful:
Este predominant muntos, mai ales in partea de nord a localitatii, format din munti cu diferite altitudini. In partea de sud a comunei sunt prezente coline cu diferite altitudini si un relief de lunca ce insoteste principalele cursuri de apa ale localitatii.
Cei mai importanti munti sunt urmatorii: Muntele Capatana (Vf.Capatana 2094 m), Balota 2095 m, vf. Nedeia 2130 m, Ursu 2124 m, Muntele Zavidanu, Muntele Coseana, Muntele Funicel, etc.
Cele mai importante dealuri sunt reprezentate de „Dealul Mare” si „Coasta Recii”
Solurile predominante sunt cele podzolice, cu fertilitate naturala scazuta si supuse degradarii aceentuate
•	Altitudinea – localității reședință și a localităților componente
Satul de resedinta al comunei Vaideeni are o altitudine de 567 m, iar in localitatile componente: Izvoru Rece- 650 m si satul Cerna 610 m, rezulltand astfel o altitudine medie de 610 m.
•	Climatul:
Clima este caracteristica zonei de dealuri, cu mici diferentieri topoclimatice, de adapost, conferite de situarea in depresiune. Particularitatile geografice ca pe intinderea comunei sa se distinga pe nivele diferite, diferite nuante climatice, de la clima muntilor inalti de peste 2124 m (Vf.Ursu si Capatana) aflati la nord, la clima dealurilor din partea de sud.
Temperatura medie a localitatii este de 6 °C; temperatura medie a lunii ianuarie este de -3 °C, iar cea a lunii iulie este de 16 °C, deci cu amplitudine relativ mica si fara schimbari bruste.
Brumele tarzii de primavara apar rar, datorita efectului de adapostire, permitand inflorirea fara riscuri a pomilor fructiferi. Dovada climatului bland fiind si prezenta castanului in unele sate.
Precipitatiile au o medie anuala de circa 870 mm, fiind mai mare in anii ploiosi, iar uneori scade in anii mai secetosi. Cantitatea cea mai mare de precipitatii cade in lunile mai–iunie, iar cea mai mica in februarie. Fenomenul de seceta se produce rar si are un caracter relativ.
•	Teritoriul administrativ al comunei cuprinde un număr de 5 localități: localitatea reședință Vaideeni și un nr. de 4 sate aparținătoare: Izvoru Rece, Marița, Cornet și Cerna
| Tabel 1: Populația localităților componente * |                  |             |
| Nr. crt.                                      | Localitate (sat) | Populație * |
| 1.                                            | Vaideeni         | 2.732       |
| 2.                                            | Izvoru Rece      | 716         |
| 3.                                            | Marița           | 395         |
| 4.                                            | Cornet           | 157         |
| 5.                                            | Cerna            | 274         |
|                                               | Total            | 4.275       |
| Sursa datelor: ex. Date recensământ 2002      |                  |             |

## Scurt istoric
•	Primele mărturii arheologice: Topor de piatra, drumuri vechi, toponimie, etc.
•	Prima mențiune documentară (anul si sursa – documentul): Hrisovul lui Radu cel Mare –1504, Judecata la Divan despre hotarele muntelui Vai de Ei. Vechi locuitori ai satului Vai de Ei
•	Monumente istorice:
(Vă rugăm anexati lista Monumentelor Istorice de pe teritoriul comunei, precum si orice detalii, referințe bibliografice, studii de evaluare-restaurare, etc)

## Monumente cultural-istorice
a. Biserica de zid cu hramul « Sf.Ioan Botezatorul » (1878), in satul Vaideeni;
b. Biserica de lemn cu hramul “Cuvioasa Paraschiva” (1556-1557), in     satul Marita, monument de arhitectura, inclus pe lista Legii 5/2000;
c. Biserica de lemn cu hramul “Cuvioasa Paraschiva”, ctitorita de haiducul Coman in anul 1893 si renovata in anul 1932 in satul Cornet.
d. Biserica de zid cu hramul « Sfanta Maria » in satul Izvoru Rece.
Elemente de patrimoniu etnocultural
a. Centrul etnografic Vaideeni, important centru etnofolcloric, legat de transhumanta si obiceiuri pastorale ; renumit pentru prelucrarea artistica a pieilor. lanii si confectionarea de instrumente muzicale, port popular ciobanesc cu influente din zona Marginimii Sibiului ;
b. Arhitectura traditionala- case vechi cu pridvor, specifice zonei etnografice “Oltenia de sub munte” si case cu ocol, specifice Marginimii Sibiului;
c. Costumul popular, in doua culori, alb si negru, asemanator zonei Marginimii Sibiului ;
d. Cusaturi si tesaturi artistice (desagi), mestesuguri cu o raspandire din ce in mai redusa ;
e. Confectionare de instrumente muzicale- fluiere ;
f. Prelucrarea artistica a lemnului- obiecte de uz gospodaresc : lazi, cosuri, furci de tors lana, etc ;
g. Prelucrarea lanii si instalatii de tehnica populara : darac, pive, mori de apa, joagare actionate hidraulic ;
h. Manifestari etnofolclorice : Festivalul folcloric al pastorilor din Carpati « Invartita dorului », ce se desfasoara anual in cea mai apropiata duminica de Sanziene.
Alte monumente de interes istoric
a. Ansamblu de instalatii tehnice, localizat in satul Vaideeni si datat din sec.XIX ;
b. Joagar hidraulic, localizat in satul Vaideeni si datat din sec.XIX ;
c. Moara de apa, localizata in satul Vaideeni si datata din sec.XIX ;
d. Darac, localizat in satul Vaideeni si datat din sec.XIX ;
e. Piua hidraulica, localizata in satul Vaideeni si datata din sec.XIX ;
f. Ansamblu rural, localizat in satul Vaideeni si datat din sec.XX.
•	Rol teritorial detinut anterior de localitate – plai, plasa, tirguri zonale traditionale (zona pe care o deservea)
Localitatea Vaideeni era inclusa in Plaiul Horezu.
•	Evolutia in perioada comunista
-	Industrie. In localitatea Vaideeni nu a fost mare industrie, erau niste punte de lucru a: ICH Cerna; ICH Balota; Forestiera Lacul Mare; Forestiera Recisoara
-	mica industrie a fost reprezentata de:
•	tamplarie;
•	motor lemne;
•	sectie impletit sarma
•	Moara pe apa de macinat porumb
-	cooperatie: Magazin Universal cu:incaltaminte, textile, metalo-chimice, librarie, menaj, alimentara; Magazin mixt in punctul „Nisipi”; Magazin mixt Izvoru Rece; Magazin mixt-Marita; Magazin mixt Cerna; Frizerie-coafura.
-	meșteșuguri: croitorie; cojocarie; cizmarie, etc.
•	agricultura (IAS / ferme zootehnice): Forma de proprietate a fost in mare masura particulara, doar in satele Izvoru Rece, Marita si Cerna a existat o Intovărăsire (ferma pomicola) si una zoo-pomicola.

## COMUNA ÎN SISTEMUL LOCAL ȘI ZONAL DE AȘEZĂRI
Rolul teritorial al comunei și relații teritoriale
•	Instituții / servicii publica sau private din localitate care deservesc alte localități:
Institutia	Numele institutiei	Localități deservite
Spital 	Nu	
Judecătorie	Nu	
Cabinete medicale		Nu deservesc alte localitati
Cabinete de avocatura	Nu	
Liceu 	Nu	
Ocol silvic 	Nu	Comuna Vaideeni apartine de Ocolul silvic Romani si o mica parte de Ocolul Silvic Horezu
Cabinete Veterinare		Nu deservesc alte localitati
Altele (care)		
•	Poziționarea în sistemul de așezări al județului si accesibilitate – situarea față de axele de acces
Accesibilitate Rutieră (legături la sistemul european si national)
-	E 81 (București - Pitești – Râmnicu Vâlcea – Sibiu – Sebeș – Cluj Napoca – Satu Mare – Halmeu / punct de frontieră);
-	DN 67 (Goranu / E 81 - Râmnicu Vâlcea – Costești – Horezu – Târgu Jiu – Motru – Drobeta Turnu Severin / E 70)
-	Drumuri judetene si drumuri comunale de legatura
Accesibilitate Feroviară : Cele mai apropiate puncte feroviare se afla in orasul Rm.Valcea (50 Km) si orasul Berbesti (35 Km)
4.	RESURSE NATURALE
4.1 Resurse de teren
•	Evidența cadastrală – stadiul realizarii
Circa 5 % din teritoriul localitatii are realizat cadastrul
•	Evoluția fondului funciar al orașului-comunei
Folosința terenului	1948 (ha)	1989(ha)	2000 (ha)	2007 (ha)
1.		Arabil			340	320
2.		Pășuni naturale (fanete+pasune)			6215	6231
3.		Livezi (pomi)			640	640
4.		Pădure			8133	8133
5.		Curți și clădiri			104	106
6.		Alte terenuri			327	329
Total 			15759	15759
- Sursa: date ale Primăriei

•	Structura fondului funciar după proprietari (anul 2007 )
Grupe de proprietari /categorii de folosințe 	Total localitate (ha)	%	Proprietate publică (ha)	Proprietate publică a statului (ha)	Proprietate publică a UAT (ha)	Județeană(ha)	Orășenească-comunală (ha)	Proprietate privata (ha)	Proprietate privată a UAT (ha)	Proprietate privată a persoanelor fizice (ha)	Proprietate cooperatistă (ha)	Proprietate obștească (ha)
Terenuri arabile	320							320		320		
Pășuni	4492							3153	1275	1878		1339
Fânețe	1739							1739	6	1733		
Livezi	640									640		
Terenuri agricole total	7191							5852	1281	4571		1339
Păduri și alte terenuri forestiere	8133		4500	4500				448	198	250		3185
Terenuri cu ape și ape cu stuf	110		110	110								
Căi de comunicații	147		147	24	123							
Terenuri ocupate cu construcții și curți	106		3		3		3	103		103		
Terenuri degradate și neproductive	72							72				
Terenuri neagricole total	8568		4760					623				3185
Terenuri TOTAL	15759		4760					6475				4524
%												
- sursa: Primăria

Terenuri în proprietate publică
Inventarul bunurilor care alcătuiesc domeniul public al comunei, publicat în Monitorul Oficial nr…..din….partea a ….. și însușit de Consiliul Local al orașului în..........
Acesta cuprinde ca bunuri imobile suprafețe de teren plantat, terenuri libere, oglinzi de apă, căi de circulație, poduri, rețele tehnico-edilitare și numeroase clădiri de interes public cu terenul lor aferent.
SUPRAFATA TOTALA TEREN PATRIMONIUL PUBLIC
Suprafata teren 473 871 mp
Suprafata Drumuri Comunale și strazi 433 970 mp
Rețea termoficare .... km
Nr poduri și podețe: 80
•	Structura principalelor elemente componente ale domeniului public al comunei (mai puțin drumuri, străzi și poduri /podețe)
Nr. crt. 	Denumirea bunului imobiliar	Suprafață teren (mp)	Suprafață construită (mp)	Număr locuri	Lungime (km)
1.		Spații plantate				
2.		Pepiniere 				
3.		Spații de joacă				
4.		Terenuri libere				
5.		Terenuri aferente construcțiilor	39 901	4 200		
6.		Lacuri 				
7.		Spații de parcare, din care garaje				
8.		Construcții principale	28 063	3631		
9.		Construcții anexe 	6 400	481		
10.		Rețele termice				
11.		Total 	74 364	8 312		
•	Principale terenuri și construcții de interes public:
-	parcuri suprafețe .... ha
-	zone plantate - suprafațe
-	zone afectate targuri - suprafață 0,05 ha
-	piața agro-alimentară
-	construcții de învățământ (liceu, școli, grădinițe): Da
-	construcții pentru sănătate (spital, policlinică, cabinete medicale): Cabinete medicale
-	clădiri cu funcție culturală (casă de cultură, cămin cultural): Da (Camine Culturale)
-	clădiri cu destinație comercială- 1 complex comercial
-	clădiri pentru funcțiuni administrative: 1 sediu Primarie
4.2 Resurse minerale
Resurse minerale descoperite pe teritoriul comunei
...
Permise de exploatare resurse minerale emise pe teritoriul comunei
- nisip și pietriș
- argilă
- petrol
- gaze naturale
- ape minerale, ape termale, etcc
Resursa minerala	Societatea titulara a permisului de exploatare,	Adresa, telefon, email	Numele reprezentantului legal
5. RESURSE UMANE
5.1 Populația
•	Structura pe vârste și sexe a populației în anul 2007*
Populația după sexe	Populație totală	Grupe de vârstă
0-14	15-18	19-23	24-35	36-50	51-60	Peste 60 ani
Total	4789	650	359	350	950	900	680	900
Masculin								
Feminină								
Sursa:
•	Evoluția populației în ultimii ani*
Anul	2002	2003	2004	2005	2006	2007
Populatia totala	4275					4789?
Din care femei 						
Populatia cu domiciliul in localitate la 1.VII. 						
Nascuti vii 						
Decedati total 						
Decedati sub un an 1						
Stabiliri de domiciliu in localitate - domiciliul stabil						
Plecari cu domiciliul din localitate 						
Stabiliri de resedinta in localitate la 31.XII – flotant						
Plecari cu resedinta din localitate la 31.XII 						
- Sursa:

•	Populația pensionară a localităților/sate componente*
Nr. crt. 	Localitate 	Populația totala
Anul 2007	Pensionari
1.		Vaideeni	3093	1200
2.		Izvoru Rece	771	320
3.		Marita	470	220
4.		Cornet	162	85
5.		Cerna	293	77
Total 	4789	1820
- Datele pot fi furnizate de Oficiul poștal

Datele referitoare la populatia totala reies din Registrele agricole ale comunei
5.2 Forța de muncă
•	Populația activă in 2007
Numar
Populație activă	2300
Populație ocupată 	2300
Șomeri 	250
Populație salarială	600
•	Structura populației ocupate, pe grupe de vârstă și după statutul profesional
Statutul profesional	Grupe de varsta
15-24 ani	25-34 ani	35-49 ani	50-64 ani	65 și peste
Salariat					
Patron					
Lucrător pe cont propriu					
Lucrător familial neremunerat					
Membru al unei societăți agricole sau al unei cooperative					
TOTAL					
•	Structura populatiei pe grupe de vârstă și nivel de instruire
Nivel de instruire	Grupe de varsta
15-24 ani	25-34 ani	35-49 ani	50-64 ani	65 și peste
Superior					
Postliceal de specialitate					
Tehnic de maistri					
Liceal					
Profesional, complementar
sau de ucenici					
Gimnazial					
Primar sau fara scoala absolvita					
TOTAL					

•	Populația ocupată civilă pe activități ale economiei naționale
ACTIVITATE / Nr. Persoane
Anul
2004	2005	2006	2007
•	Agricultură 				1250
•	Silvicultură, exploatare forestieră și economia vânatului 				200
•	Industrie extractivă 				10
Extracția și prepararea cărbunelui				
Extracția hidrocarburilor și servicii anexe				
Extracția și prepararea minereurilor metalifere				
Alte activități extractive				
•	Industrie prelucrătoare 				
Alimentară și băuturi				50
Produse din tutun				
Articole de îmbrăcăminte				70
Pielărie și încălțăminte				
Prelucrarea lemnului și a produselor din lemn (exclusiv mobilă)				120
Celuloză, hârtie și produse din hârtie				
Edituri, poligrafie și reproducerea pe suporți a înregistrărilor				
Prelucrarea țițeiului, cocsificarea cărbunelui și tratarea combustibililor nucleari				
Substanțe și produse chimice				20
Produse din cauciuc și mase plastice				10
Fabricarea materialelor de construcții și alte produse din minerale nemetalice				20
Metalurgie				
Construcții metalice și produse din metal				
Mașini și echipamente (exclusiv echipamente electrice și optice)				
Mijloace ale tehnicii de calcul și de birou				20
Mașini și aparate electrice				
Echipamente, aparate de radio, televiziune și comunicații				
Aparatură și instrumente medicale, de precizie, optice și ceasornicărie				
Mijloace de transport rutier				10
Mijloace de transport neincluse la cele rutiere				10
Mobilier și alte activități industriale neclasificate în altă parte				15
Recuperarea deșeurilor				
•	Energie electrică și termică, gaze și apă 				15
Producția, transportul și distribuția de energie electrică și termică, gaze și apă caldă				6
Captarea, tratarea și distribuția apei				20
•	Construcții 				250
•	Comerț 				80
•	Hoteluri și restaurante 				5
•	Transport și depozitare				5
•	Poștă și telecomunicații 				5
•	Activități financiare, bancare și de asigurări 				30
•	Tranzacții imobiliare și alte servicii 				5
•	Administrație publică 				20
•	Învățământ				30
•	Sănătate și asistență socială 				20
•	Alte activități ale economiei naționale 				10
6. ACTIVITĂȚI ECONOMICE
6.1 Intreprinderile
•	Unitățile locale active din industrie, construcții, comerț și alte servicii, pe activități ale economiei naționale și clase de mărime- Număr unități
Activități (CAEN)
Total	din care: pe clase de mărime, după numărul de salariați
0-9	10-49	50-249	250 și peste
Industrie extractivă					
Industrie prelucrătoare	15	14	1		
Energie electrică și termică, gaze și apă					
Construcții	4	4			
Comerț cu ridicata și cu amănuntul, repararea și întreținerea autovehiculelor și motocicletelor și a bunurilor personale și casnice	35	35			
Hoteluri și restaurante					
Transport, depozitare și comunicații					
Tranzacții imobiliare, închirieri și activități de servicii prestate în principal întreprinderilor					
Învățământ 1)	5	4	1		
Sănătate și asistență socială 1)	3	3			
Alte activități de servicii colective, sociale și personale	1		1		
•	Alți agenți economici - întreprinzători privați
Nr.	Sector de activitate	Asociatii Familiale
Număr 	Persoane Fizice
Numar
Comerț cu amănuntul alimentar	6	10
Comerț cu amănuntul nealimentar		4
Comerț cu amănuntul mixt	3	15
Comerț cu ridicata si depozitare		
Alimentație publică		
Transporturi de mărfuri și persoane		
Construcții	4	4
Activități de producție, din care:
-	industrie textilă
-	industria lemnului
-	industrie alimentară
-	prelucrare metale
-	meșteșugărească
-	extractive	
1	
	Unități agro - zootehnice		
	Asigurări, bănci		
	Servicii de reparații, întreținere		
	Servicii de publicitate, management, informare etc.		
	Nedefinit 		
	Total 	14	33
- Vă rugăm anexati o lista de agentilor economici din localitate

Firma,	adresa, tel, fax, e-mail	Reprezentant legal	Cifra de afaceri	Activitati principale
			2005	2006	2007	
SC Pastorul SRL		Jianu Dumitru	2 000 000 lei			Productie:
-	alcoolice
-	nealcoolice
-	hartie igienica
SC Cipo SRL		Ciuculescu Ion	1 000000
lei			Productie: PET-uri
SC Multimixt SRL	Vaideeni, tel. 0740 078556	Balan Ion				Constructii; Achizitii produse animaliere
SC Pades Com SRL	Vaideeni- Valcea	Candea Valerian	500 000 lei			Comert; Constructii
CONSUMCOOP S.A.	Vaideeni - Valcea	Handolescu Alexandru	400 000 lei			Panificatie; Comert
SC Electric Grup	Vaideeni-Valcea	Jinaru Ion	300 000 lei			Prestari- Servicii
SC Panta Prest SRL	Vaideeni- Valcea	Baluta Achim	390 000 lei			Constructii civile
SC Rachel SRL		Anica Dumitru	98 000 lei			Comert- Achizitii
SC Miorita SRL	Vaideeni- Valcea	Deaconescu Doina	95 500 lei			Comert; Productie
SC Mavi SRL	Vaideeni- Valcea	Popescu Ana	85 000 lei	85 000 lei	86 000 lei	Productie: panificatie; patiserie;
Comert
•	 Evolutia sectorului economic
Anul	Agenți economici activi - număr
Societati comerciale	Asociatii Familiale	Persoane fizice
2004			
2005			
2006
2007
6.2 Silvicultura
•	Paduri – proprietari Ocolul silvic Romani
Proprietar – nume, adresa, telefon, reprezentant legal, administrator
(Directia Slivica, obsti, alte prsoane juridice, persoane fizice - total)	RNP Romsilva; Directia silvica Rm.Valcea; Ocolul silvic Romani
Orasul Horezu, str.Manastirii, nr.1, jud.Valcea; te.0250 860490
Forma de proprietate	Publica		
Suprafata administrata si limitele administrative	5075 ha din raza teritoriala a com.Vaideeni
Volumul total al arborilor pe picior	1.352.492 mc		
Suprafața padure grupa a II cu rol de productie /protectie	3500 ha		
Ocol silvic – nume, adresa, telefon, reprezentant legal, administrator	Ocolul silvic Romani, Orasul Horezu, str.Manastirii, jud.Valcea
tel. 0250860490, sef ocol:Stangaciu Gheorghe
Fonduri de vânătoare administrate	Nu		
Fonduri de pescuit administrate	1		
Împăduriri - total plantații	10 ha		
•	Volumul de lemn recoltat - volum brut mii m3 pentru anii 2006 si 2007
Padure - Proprietar	Anul	Total 	Rășinoase	Fag	Stejar	Diverse
specii tari	Diverse
specii moi
Ocolul silvic Romani	2006	10,8	1,6	8,6		0,5	0,1
	2007	11,2	1,7	8,9		0,5	0,1
•	Produse forestiere (cantitati - volume)
Ocolul silvic (nume)	Masa lemnoasa pe picior	Lemn si produse din lemn	Fructe de padure	Ciuperci comestibile	Impletituri din rachita	Seminte si puieti forestier
Romani	13150		6 tone	-	-	350 mii buc.
•	Alte resurse naturale ale padurii cu valoare economică:

•	Paduri – proprietari Obstea Izvoru Rece
Proprietar – nume, adresa, telefon, reprezentant legal, administrator
(Directia Slivica, obsti, alte prsoane juridice, persoane fizice - total)	Obstea Izvoru Rece, com.Vaideeni, satul Izvoru Rece,
tel. 0250 865999
Forma de proprietate	Privata		
Suprafata administrata si limitele administrative	1858 ha, Versantul sudic al Muntilor Capatanii (Zavidanu, Gauriciu, Marginea)	
Volumul total al arborilor pe picior	354.002 mc		
Suprafața padure grupa a II cu rol de productie /protectie	grupa I= 313,4 ha
grupa II= 1533,2 ha		
Obste – nume, adresa, telefon, reprezentant legal, administrator	ing Radoi Gheorghe- presedinte
Huruiala Gheorghita -contabil	
Fonduri de vânătoare administrate			
Fonduri de pescuit administrate			
Împăduriri - total plantații	313 ha in perioada 2005-2015		
•	Volumul de lemn recoltat - volum brut mii m3 pentru anii 2006 si 2007
Padure - Proprietar	Anul	Total 	Rășinoase	Fag	Stejar	Diverse
specii tari	Diverse
specii moi
Obstea Izv.Rece	2006	3,5	0,06	3,38			0,06
	2007	2,8	0,30	2,50			
•	Produse forestiere (cantitati - volume)
```
Proprietar	Masa lemnoasa pe picior	Lemn si produse din lemn	Fructe de padure	Ciuperci comestibile	Impletituri din rachita	Seminte si puieti forestier
```

Obstea Izvoru Rece			zmeura ; afine	exista posibilitati		2-5 mii puieti forestieri (posibilitati)
An infintare: 1910; an reinfiintare:2000
Numar membrii la infiintare: 489; numar membrii prezent: 750
Pasuni si goluri alpine:208 ha
•	Paduri – proprietari Obstea Marita
Proprietar – nume, adresa, telefon, reprezentant legal, administrator
(Directia Slivica, obsti, alte prsoane juridice, persoane fizice - total)	Obstea Marita; sat Marita, com.Vaideeni, jud.Valcea, presedinte Giurca C.Ion; tel. 0752 307457
Forma de proprietate	Privata (Obsteasca)		
Suprafata administrata si limitele administrative	728 ha		
Volumul total al arborilor pe picior			
Suprafața padure grupa a II cu rol de productie /protectie	30 ha		
Obstea Marita – nume, adresa, telefon, reprezentant legal, administrator	Presedinte Giurca Ion, tel. 0752 3007457	
Fonduri de vânătoare administrate			
Fonduri de pescuit administrate			
Împăduriri - total plantații			
•	Volumul de lemn recoltat - volum brut mii m3 pentru anii 2006 si 2007
Padure - Proprietar	Anul	Total 	Rășinoase	Fag	Stejar	Diverse
specii tari	Diverse
specii moi
Obstea Marita	2006	2,5	0,1	2,4			
	2007	2,5	0,1	2,4			
•	Produse forestiere (cantitati - volume)
Nume	Masa lemnoasa pe picior	Lemn si produse din lemn	Fructe de padure	Ciuperci comestibile	Impletituri din rachita	Seminte si puieti forestier
Obstea Marita						

Pasuni si goluri alpine: 100 ha
An infiintare:1923; an reinfiintare:1998
Numar membrii la infiintare: 240; numar membrii prezent 240

Alte OBSTI care detin terenuri forestiere si pasuni pe teritoriul comunei Vaideeni
a.	Obstea Buciumu Zavidanu
Adresa: sat Rugetu, com.Slatioara, jud Valcea
Reprezentant: Popescu Emil; tel. 0723015990
Suprafata terenuri forestiere: 591 ha
Suprafata pasuni si goluri alpine: 211 ha

b.	Obstea Corsoru
Adresa: sat Corsoru, comuna Alimpesti, jud.Gorj
Reprezentant: Giurca Ion, tel. 0749506813
Suprafata terenuri forestiere: 100 ha
Suprafata pasuni si goluri alpine: 300 ha
6.3 Agricultura
•	Fondul funciar, după modul de folosință, la 31 decembrie
Anul	
Suprafața totală
Hectare	Suprafața agricolă	din care, pe categorii de folosință:
			Arabilă	Pășuni	Fânețe	Vii	Livezi
2007		7191	320	4492	1739		640
2006		7191	320	4492	1739		640
2005							
2004							

Animalele din gospodării pe localități in anul 2007 *
Localitatea 	Bovine 	Ovine și caprine	Porcine	Păsări	Caba-line	Familii albine
	Total 	Unitar 	Total	Unitar	Total	Unitar	Total	Unitar		
Vaideeni	3500		45 000		2200		12500		140	1910

Total	3500		45000		2200		12500		140	1910
- Sursa: Primaria

6. 4 Turism
Potențial turistic
•	Resurse turistice naturale: Valori naturale de interes turistic deosebit care se află pe teritoriul comunei și în zonele învecinate: peisaje, peșteri, trasee montane, arii protejate, etc.
Obiective turistice din orizontul local:
-Biserica de lemn cu hramul „ Cuvioasa Paraschiva,, din satul Marița - este cea mai veche biserică de lemn din Oltenia (datată din 1557) ;
-Biserica de zid cu hramul ,,Sf. Ioan Botezătorul,, (datată din 1877) din satul Vaideeni – monument de arhitectură;
-Biserica de lemn cu hramul ,,Cuvioasa Paraschiva,, (datată din 1893) din satul Cornet -monument de arhitectură;
-Capelele Talanci și Bădulesti;
-Cheile Cernei;
-,,Piatra spânzurată,, - monument al naturii pe Valea plopilor, sat Izvoru- Rece;
-Piua pe apă din satul Vaideeni;
-Defileul râului Luncavăț;
Din Vaideeni, două drumuri de plai, cu acces la stâni, constituie trasee turistice de intrare, dinspre sud, în masivele Căpățâna și Parâng. Unul se desfășoară pe cumpăna apelor dinspre răsărit și urmează traseul Dealul Mare-Frăsinet-Jariștea-Cârciuma lui Dincă-cabana Vârful Roman-Vârful Ursu, de unde se desprinde drumul de picior spre Groapa Mălăii, Dârjala și spre cabana și stâna Piatra Roșie. Al doilea drum, cel de pe cumpăna apelor dinspre apus, urmează traseul Dealul Capela-Fântâna din plai-Comanda-Izvorul cumpenelor-Marginea Găuriciu-Cășeria-Coasta lacurilor-Vârful Nedei-Târnovu-Curmătura Oltețului-cabana Obârșia Lotrului- Lacul Gâlcescu.
•	Muzee: NU
•	Manifestări, evenimente etno-folclorice, târguri:
Evenimentul	Data si periodicitate
Festivalul de folclor pastoresc “Invartita Dorului”	Anual, in ultima duminica a lunii iunie
Simpozion pe teme agroturistice 	Anual, in luna mai sau iunie
Targ saptamanal	in fiecare vineri din saptamana
•	Forme de turism practicate în zona
TIP DE TURISM	Obiectiv turistic	Organizator
(date de contact)	Facilitati turistice existente
Turism etnocultural.	Tesaturi executate manual (costumul popular) cusaturi cojocarit, prelucrarea artistica a lemnului, transhumanta	Primaria comunei Vaideeni
Fundatia “Vaideeni”	
Turism cultural-religios	Bisericile din localitate		
Speoturism	-		
Turism rural și agroturism.	Obiceiuri si traditii pastrate si practicate de locuitorii comunei Vaideeni 		
Turism științific	Simpozionul anual de Agroturism	Scoala cu clasele I-VIII Vaideeni	
Turism de sfârșit de săptămână	Cadrul natural pitoresc, nepoluat si pitoresc		
Turism de tranzit	Practicat datorita amplasarii zonei pe o importanta artera rutiera nationala DN 67, care face legatura intre 3 magistrale rutiere europene:E81-E79-E70.		
Turism montan.			
Turism balnear 			
Turism de afaceri			
Turism pentru sporturi extreme – trasee de alpinism, parapanta, planorism			
•	Evoluția numărului vizitatori ai obiectivelor de interes turistic din localitate*
Anul	Număr total turiști	Număr turiști străini	Grupuri mari
(1 autocar)	Grupuri mici
(1 microbuz)
2002	2500	100		
2003	2700	80		
2004	2200	100		
2005	3000	90		
2006	3000	100		
2007	3000	100		
- sursa : Administrația obiectivului turistic

•	Structura capacității de cazare pe tipuri de unități
Tip unitate – Numele, incadrarea turistica	2006	2007
	Unități	Nr. locuri	Unități	Nr. locuri
Hotel				
Pensiune	10	46	11	50
Han turistic				
Căsuțe turistice 				
Manastire				
Altele - 				
•	Cererea turistică înregistrată
Anii	Nr. turiști	Înnoptări/an	Durata medie a sejurului
	Total	Români	Străini	Total	Români	Străini	Total	Români	Străini
2005									
2006									
2007									

•	Unități de alimentație
Unitate – Numele / Nr. mese	2005	2006	2007
7. Sectorul neguvernamental (Asociații, fundații, obști)
În comunitatea dvs. funcționează următoarele organizații neguvernamentale :
Nr.	Denumire
Adresa, numar de telefon,
pagina web 	Numele si functia reprezentantului legal 	Domeniu de activitate – realizari
1	Fundatia „Vaideenii”	Vaideeni, str.Principala
tel.	Craciunescu Grigore	Cultivarea si promovarea valorilor culturale; stimularea si dezvoltarea activ. de invatamant; realizarea si dezvoltarea unor forme de intrajutorare social umanitara in plan material si spiritual
2	Obstea Izvoru Rece	Izvoru Rece
tel.	Radoi Gheorghe-
presedinte	Silvicultura; Agricultura.
3	Obstea Marita	Marita-Vaideeni
tel.	Giurca Ion-
presedinte	Silvicultura
Agricultura
4	Asociatia crescatorilor de ovine „Vaideeanul”	Vaideeni
tel. 0250 865009	Jinaru Ivan-
presedinte	Cresterea animalelor mai ales ovine;
Sprijinirea directa a crescatorilor de ovine
Demersuri pentru inregistrarea unor marci locale
5	Asociatia Crescatorilor de bovine-taurine Bacita		Handolescu Viorel	Cresterea animalelor;
Spijinirea directa a crescatorilor de bovine
6.	Asociatia Crescatorilor de bovine Codruta		Anica Dumitru-
presedinte	Cresterea animalelor
Spijinirea membrilor asociatiei
7.	Asociatia cultivatorilor de capsuni, arbusti si pomi fructiferi	sat Cerna, com.Vaideeni tel. 0766 244515	Patrut Sorinel - presedinte	Cultivarea capsunilor si pomilor fructiferi;
Demersuri pentru o valorificare cat mai eficienta a productiei
•	Obști (pentru fiecare din obstile inregistrate in localitate) (Vezi tabelele cu Obstile)
Numele _______________________________________An Infiintare ( și reinfințare) _____
Administratori – numele reprezentantilor legali (presedinte, secretar, membri consiliul de administratie, adresa, telefon, fax)
Nr. Membri (la infiintare, in prezent) _____________________________________________
Suprafetele de teren detinute (pasune, faneata, etc) si limitele acestora
Statute, rapoarte adunari generale, proiecte aflate in evidentele primariei – ex. dezvoltari urbane, concesionari terenuri, etc.

•	Administrația publică
1. Structura personalului si necesarul de instruire
- Vă rugăm sa ne prezentati schema de personal a Consiliului Local si instruirile de care acestia au beneficiat in ultimii 2 ani

Nr.	Post	Numele persoanei care ocupa postul	Instruiri la care a participat pe parcursul anilor 2006-2007
```
  - Perfectionari-	Instruiri necesare in perioada urmatoare 2008-2009
```

1	Secretar	Huruiala Nicolae	Institutul National de Administratie (I.N.A.)	
2	Consilier economic	Cojocaru Luminita	I.N.A	
3	Inspector principal	Ducu Costinel	I.N.A	
4	Inspector	Gratar Ileana	I.N.A	
5	Referent superior	Tomescu Viorica	I.N.A	
6	Referent principal	Banciu Valerian	I.N.A	
7	Referent superior	Andreescu Gabriel	I.N.A	
8	Referent superior	Sîiu Ion	I.N.A	
9	Referent superior	Erenciuc Constantin	I.N.A	
10	Referent superior	Baluta Constanta	I.N.A	
11	Referent asistent	Ispir Constantin		

2. Structura consiliului local si necesarul de instruire
- Vă rugăm sa ne prezentati membrii Consiliului Local si instruirile de care acestia au beneficiat in ultimii 2 ani

Nr. 	Numele consilierului	Partidul politic	Functia detinuta in comunitate si institutia la care lucreaza	Instruiri necesare in perioada urmatoare 2008-2009
1	Andreescu Gheorghe	P.N.L.		nu mai este consilier
2	Anica Dumitru	PDL	administrator firma	
3	Baluta Achim	PSD	administrator firma	
4	Balan Ion	PNTCD	administrator firma	
5	Botocan Mircea	PC	invatator Scoala Vaideeni	
6	Ciuculescu Ion	PDL	administrator firma	
7	Draghici Nicolae	PC	intreprinzator particular	nu mai este consilier
8	Marian Gheorghe	PNL	administrator fiirma	nu mai este consilier
9	Popescu Emilian	PNL	profesor-Scoala Vaideeni	nu mai este consilier
10	Sîiulescu Ilie	PSD	Contabil- Cooperativa de Consum	nu mai este consilier
11	Pantelimon Ioana	PC	invatator	nu mai este consilier
12	Tugulescu Nicolae	PRM	intreprinzator particular	nu mai este consilier
13	Vinereanu Ion	PC	profesor –Scoala Vaideeni	nu mai este consilier
3. Programe, strategii, planuri si proiecte ale localitatii
- Vă rugăm sa precizati strategiile, planurile si programele de viitor ale localitatii.
- Vă rugăm sa ne puneti la dispozitie copii ale acestora.

Strategii, planuri, programe	Perioada acoperita	Autor
(Cine a elaborat)	Data elaborarii /aprobarii
Strategia de dezvoltare a localitatii	2007-2013	Gheorghescu Ileana	2008
Plan Urbanistic General			
Planuri urbanistice zonale, zona....			
Altele, precizati			
•	Principalele proiecte realizate in perioada 2006-2007
Nr	Proiect - Titlu	Cost total	Finantator/ Program	Perioada de desfasurare
1	Proiectarea si executia sistemelor de alimentare cu apa in zone rurale si locuinte sociale	aprox.
1. 022. 456 $	Fonduri Sapard si sustinuta de catre Consiliul Judetean Valcea	demarat in anul 2004
2	Economia bazata pe Cunoastere	aprox. 200 000 Euro	Guvernul Romaniei cu sprijinul Bancii Mondiale	2006-2007
3	Construire sediu nou Scoala cu cls.I-IV	aprox.300 000 Euro	Ministerul Educatiei cu sprijinul Bancii Mondiale	2007-2008

•	Principalele proiecte ale localitatii pentru perioada 2008-2012
Nr.	Proiect (Titlu)
Stadiu de elaborare
(studii, proiecte tehnice, aprobari, finantare,etc.)	Cost total (RON)	Finantator/ Program	Perioada de desfasurare
1.	Modernizare alimentare cu apa in Vaideeni			2007- 2008
2.	Canalizarea satelor componente ale comunei Vaideeni			2009-20013
3.	Reparatii capitale la sediul Primariei Vaideeni			2007-2008
4.	Asfaltare D.C. 137 (Coasta Cerbului - Vaideeni) 2 km			2007-2008
5.	Reabilitare D.J. 665			2007-2008
6.	Modernizare drum satesc Talanci - Slatioara 1,95 km			2008-2009
7.	Pod Izvorul Rece - Cornet			2007-2008
8.	Finalizare sistem canalizare in comuna Vaideeni			2008-2010
9.	Modernizarea stadioanelor "Seci - Vaideeni" si "Rapa - Izvoru Rece"			2007-2008
10.	Modernizare drum "Valea Plaiului - Coasta Lacurilor			2007-2008
11.	Reparatii capitale drum "Paraul cu Raci - Valea Seaca			2008-2009
12.	Reparatie capitala Caminul Cultural Izvorul Rece			2008-2009
13.	"Plan urbanistic zonal " pentru zona Atarnati			2008-2009
14.	Restaurare monumente istorice - Biserica din satul Marita			2007-2008
15.	Regularizare si amenajare faleza rau Luncavat			2008-2009
16.	Proiect cadastru general al comunei Vaideeni			2008-2009
17.	Programe prin MADR pentru infiintarea de ferme si dezvoltarea turismului rural prin pensiuni agroturistice.			2008-2009
18.	Proiectarea si demararea constructiei microsttiunii "Coasta Lacurilor" cu infrastructura si utilitatile aferente			2009-2013
19.	Reabilitare iluminatului public in comuna Vaideeni			2007-2010
20.	Implementarea unui program complex de promovare a turismului montan- pastoral			2008-2010
21.	Promovarea de strategii de integrare sociala, economica si culturala a grupurilor defavorizate			2008-2011
22.	Infiintarea unor mici complexe turistice (pensiuni, locuri de agrement) in satul Cerna			2008-2013
23.	Modernizarea platoului "Bradatele" - pentru manifestarea "Invartita Dorului " si dezvoltarea agroturismului rural			2007-2008
24.	Realizarea de programe culturale care sa valorifice traditiile etno-culturale ale localitatii			2007-2009
25.	Infiintarea unui centru de informatii publice prin care sa se promoveze oportunitatile oferite de comunitatea noastra			2007-2010

•	Relatiile cu localitatile vecine
Proiecte realizate in cooperare cu localitatile vecine
```
Proiect	Localitatea partenera	Perioada
```

Proiecte de viitor in cooperare cu localitatile vecine
```
Proiect	Localitatea partenera	Perioada
```

```
9. Infrastructura tehnică
```

•	Alimentarea cu apă:
Captări din surse de suprafață - surse
Lungimea rețelei: Captari de suprafata
•	Vaideeni – aductiune: 12 km; distributie:19 km;
•	Izvoru rece- aductiune: 7 km; distributie: 14 km;
```
                      Captari subterane:
```

•	Cerna – aductiune : 96 m si 200 m (2 puturi); distributie 17 km;
Serviciul este asigurat de Primaria comunei Vaideeni
Numar gospodării deservite 1120 ( nr. locuinte individuale - gospodarii, nr. apartamente in locuinte colective, nr. agenți economici și nr. instituții publice)
Indicatori serviciu de alimentare cu apa a. Preț- mc 1 leu Volum de apă distribuit 8500 mc/luna in toata comuna.
•	Rețeaua de canalizare
Lungime retea 6 km,
Nr. de strazi deservite : 10% din nr total de strazi
•	Stația de epurare - capacitate proiectată.
Nr. Gospodarii racordate la rețeaua de apa potabila________________
Nr. Gospodarii racordate la rețeaua de canalizare____________________
•	Încălzirea în sistem centralizat
Nr apartamante si cladiri racordate :Nu
•	Rețeaua de drumuri
Lungimea totala a drumurilor : 54,2 km
Din care drumuri nationale: 0; drumuri judetene: 9 km; drumuri comunale: 11,7 km
Gradul de modernizare - Străzi asfaltate - lungime 9 km drumul judetean, 2, 7 km drumuri comunale , Lungime trotuare 150 m
Parcări - suprafața ...
•	Serviciul de salubritate
Colectarea deșeurilor________________________________________________________
Groapa de gunoi: Nu detinem
•	Alimentare cu gaz: Nerealizata
•	Terenuri și construcții (civile și industriale) abandonate care pot reprezenta resurse pentru derularea unor proiecte de reabilitare, conversie.
Tabel 2: Spații de producție și de locuit aflate în conservare*
Proprietar	Terenurile și construcțiile industriale (echipate cu utilități, accesibile din căi de comunicație principale) - locatia
- Sursa: Primărie

Investiții începute înainte de 1990 și abandonate din lipsa de fonduri ..............
Construcții aflate într-o stare de degradare avansată - construcții școlare sau sociale vechi din satele aparținătoare, construcții cu caracter tehnic ..........
O evidență a acestor imobile și a caracteristicilor lor poate fi utilă în vederea unei promovări active a potențialului existent pentru dezvoltarea de activități economice.
•	Valori ale mediului construit (inclusiv în zone adiacente) - vechimea fondului construit
Localitate-
Număr de locuințe	Mai vechi de 50 ani	Mai vechi de 30 ani	Mai vechi de 20 ani	Mai vechi de 5 ani
Vaideeni- 115	279	453	233	116
Izvoru Rece 345	97	84	74	88
Cornet- 68	24	18	17	9
Marita- 214	83	69	34	24
Cerna- 107	39	48	15	5
•	Ritmul de construire
Numărul de autorizații eliberate / Localitate	2004	2005	2006	2007
Vaideeni	5	8	3	16
Izvoru Rece	-	3	-	-
Cornet	-	-	-	-
Marita	1	1	1	2
Cerna	-	-	-	-
Total	6	12	4	18

•	Zone cu valoare urbanistică, zone de interes etnografic
__________________________________________________________________________________________________________________________________________________
•	Zone turistice si de agrement cu valoare ambientala
___________________________________________________________________________________________________________________________________________________________________________________________________________________________
10. DOTAREA TEHNICĂ ȘI SOCIALĂ
10.1 Educația
Unități școlare	Numar	Populatie scolara	Cadre didactice
			Educatori-institutori	învățători	profesori	Suplinitori - fără pregătire de specialitate
grădinițe	6 grupe	115	6			
scoli primare și gimnaziale	4	350	-	12	20	1

- abandonul scolar – numarul copiilor inscrisi in invatamantul primar si gimnazial care au abandonat orice forma de invatamant: 4 elevi
- numarul absolventilor de scoala generala care urmeaza cursurile unui liceu sau al unei scoli profesionale (care anume?):
Anul	Numarul de absolventi scoala generala	Din care inscrisi in invatamantul liceal sau scoli profesionale?	Care? – numele liceului sau scolii profesionale pe care o urmeaza
2003	49	48	39 – liceu; 9 la S.A.M – Horezu: 98% la Grupul Scolar Constantin Brancoveanu
2004	49	44	38 – liceu; 6 la S.A.M. – Horezu:98%
2005	49	42	38 – liceu; 4 S.A.M. – Horezu:98%
2006	34	31	26 - liceu ; 5 S.A.M. – Horezu:98%
2007	43	41	37 – liceu; 4 S.A.M. – Horezu 98%
-
- numarul absolventilor de liceu care urmeaza studii superioare 2005, 2006, 2007: Peste 80% din absolventii de liceu urmeaza o facultate;
- numarul absolventilor de studii superioare din localitate in ultimii ani 2005, 2006, 2007:Numar aproximativ pe ultimii trei ani 90 de absolventi;
- numarul absolventilor de studii superioare care s-au intors in localitate in ultimii ani 2005, 2006 si 2007: Foarte putini din absolventii de facultate s-au intors in localitate datorita ofertei scazute de locuri de munca pentru aceasta categorie.

10.2 Sănătate umana si veterinara
-	Farmacii umane și veterinare - farmacisti (nume, adresa, telefon, fax, email)
-	Dispensar, cabinete medicale, medici, cadre medii (nume, adresa, telefon, fax, email)
Un dispensar medical in satul Vaideeni, care are urmatoarea structura:
- Popa Anisoara, medic; adresa: Vaideeni, jud.Valcea, tel. 0250 865208; 0745 528778;
- Baiasu Adelina, medic; adresa: Horezu, jud.Valcea, str.Tudor Vladimirescu, bl.R1,sc.B,ap9; tel. 0250 865008, 0743070706;
- Sardarescu Marina, medic stomatolog, adresa: Horezu, str.Mircea cel Batran, nr.3; tel. 0748868825;

Cadre medii:
- Robeci Maria Daniela, str.Popesti, sat Vaideeni, tel. 0250 865038, 0727437858;
- Ciontea Luminita, sat Vaideeni, com.Vaideeni, tel. 0745256396;
- Radoiu Alina, sat Vaideeni, jud.Valcea, tel. 0743179383;
- Antonie Lacramioara Alina, Horezu, str.Mircea cel Batran, tel. 0765 176 922

-	Medici si tehnicieni veterinari (nume, adresa, telefon, fax, email)
Un cabinet veterinar, care are urmatoarea structura:
- Sodolescu Ileana- medic- Horezu, str.N.Balcescu, nr.29, tel. 0250 860176; 0742147110;

Tehnicieni veterinari:
- Nistor Valentina – Horezu, str.Alex.Vlahuta, tel. 0250 861480, 0749 828309;
- Berbecel Elena- Horezu, str.Nicolae Iorga, tel. 0250 860618;
- Terteci Draghici Dumitru- Horezu, str.Eroilor, nr.12; tel. 0742 733760;
- Ureche Elena- Izvoru Rece, com.Vaideeni, tel. 0250 865896; 0748 966327

```
Exista si un punct farmaceutic in centru satului Vaideeni.
```

10.3 Formare profesionala si educatia adultilor
Cursuri de calificare si recalificare organizate in localitate in ultimii ani 2005, 2006 si 2007 – organizator, cursul durata, meserii:
Organizator: S.C. D.B.C SRL- Dragasani, jud.Valcea
Cursul: Lucrator in cultura plantelor; durata 360 ore;
```
           Apicultura; durata 360 ore
```

Educatia adultilor – cursuri organizate de caminul cultural,
10.4 Cultura
-	Casa de cultura /cămin cultural – facilități: 4 Camine culturale
-	Biblioteci- 1 biblioteca comunala
-	Muzee
10.5	Spatii Verzi si de Agrement
-	Terenuri de joacă pentru copii
-	Numar__________________ Suprafața _________________
-	Parcuri si Spatiile verzi
-	Suprafața parc______________ Nr. Parcuri _____________
-	Suprafața spatii verzi
-	Lacuri de agrement
-	Suprafața ____________ Nr._____________
-	Strand suprafața ___________

11. Locuirea și resursele din gospodării
Numărul gospodăriilor, locuințelor și gospodăriilor individuale conform datelor de recensământ este de ...... .
Principalii indicatori privind locuințele, la recensăminte (1992 și 2002)*
	Indicatori principali	2002	1992	Indici 2002 /1992
1.		Număr clădiri			
2.		Număr locuințe			
3.		Număr camere de locuit			
4.		Suprafața camere de locuit (mp)			
5.		Numărul gospodăriilor populației			
6.		Numărul persoanelor din gospodării			
7.		Persoane plecate pentru o perioadă îndelungată			
8.		Persoane venite pentru o perioadă îndelungată			
9.		Numărul populației stabile			
- Date Primărie

Confortul în locuință în anul 2007
Numar total de gospodarii	Alimentare cu apă în locuință	Canalizare din rețea publică sau sistem propriu	Instalație electrică	Încălzire prin termoficare sau centrală termică	Bucătărie	Baie
1710	1200	30% 	95%	30%	60%	60%
Numărul de apartamente în blocuri de locuințe colective cu ...... etaje este de cca. ....., Indicatori privind gospodăriile pe localități componente
Localități -sate	Număr clădiri	Număr locuințe	Numărul gospodăriilor populației	Numărul persoanelor din gospodării	Gospodării / locuințe	Persoane /gospodărie

Total 						
- Sursa: date recensământ

12. Marginalizare si excluziune sociala
Populație afectată de sărăcie
Localități –sate	Număr total familii	Populație	Populație rromi-rudari	Număr persoane cu handicap	Număr familii care beneficiază de ajutor social	Număr însoțitori pentru persoane cu handicap	Număr cereri pentru locuințe sociale
Vaideeni	806	1566	412	58	203	6	
Izvoru Rece	248	686		35	23	7	
Cornet	51	133		5	7		
Marita	143	461		29	21	3	
Cerna	78	182	75	14	20		
Total 	1326	3028	487	141	274	16	
Sursa: Serviciul Social al Primariei
```
      Situatie valabila pentru anul 2007, circa 70% din populatie este afectata de saracie intrun grad mai mare sau mai mic.
```

Masuri pentru asigurarea protectiei sociale si evolutia acestora in ultimii ani 2005, 2006 si 2007 :
•	sprijin financiar pentru familiile nevoiase;
•	Construire- consolidare locuinte din bugetul local si de stat;
•	Demersuri pentru concesionarea terenului necesar pentru construirea locuintelor rudarilor/rromilor;
•	Racordarea la energie electrica si apa potabila: Sursa - bugetul local;
•	Parteneri in programul realizat de Consiliul Judetean pentru intocmirea actelor de stare civila si intrarea in legalitate a locuitorilor din zona Atarnati locuita de rudari/rromi.
13. RESURSE FINANCIARE
Principalele taxe și impozite care se colectează local sunt: (vă rugăm includeti lista completa a acestora): ex. impozitul pe clădiri, impozitul și taxa pe teren, taxa pentru mijloace de transport, taxe pentru eliberarea certificatelor, avizelor și autorizațiilor, taxa pentru folosirea mijloacelor de reclamă și publicitate, taxe extrajudiciare de timbru, impozitul pe spectacole și taxa hotelieră (în general, aplicată în stațiuni)
Tabel 3: Bugetul de venituri și cheltuieli al comunei în 2006 si 2007
	2006	2007
Indicatori 	Mii. lei	Mii. lei
A. VENITURI	3126,75	3972,47
Impozit pe profit	329,83	534,26
Impozite și taxe de la populație 	101,394	202,00
Taxe folosire teren		
Impozit pe clădiri și terenuri persoane juridice	39,62	121,551
Taxe mijloace de transport persoane juridice	3,47	11,711
Alte impozite directe	4,05	
Impozit pe spectacole		
Alte impozite indirecte	21,86	26,49
Vărsăminte din profitul net		
Vărsăminte de la instituțiile publice		
Diverse venituri	95,29	104,20
Venituri din valorificarea unor bunuri ale statului		
Sume defalcate		
Subvenții 	101,75	665,87
Sume din TVA	2375,49	2306,39
Total 		
B. CHELTUIELI	2906,58	3529,21
Autorități executive	493,23	612,88
Învățământ 	1265,22	1408,28
Sănătate 		
Cultură 	65,63	133,26
asistență socială	442,40	1019,45
Servicii și dezvoltare publică	246,49	93,11
Transporturi și telecomunicații	242,45	83,39
Alte acțiuni economice	151,16	178,84
Total 		
Colectarea veniturilor locale se realizează în proporție de 93 %
```
                     Date oferite de departamentul Ducu Costinel Primaria Vaideeni
```

## Agroturism
Așezarea localității într-o depresiune sub poala Munților Căpățânii, cu un climat de adăpost, ferită de vânturi puternice, de geruri, cât și de călduri excesive (creându-se condiții convenabile apariției anumitor elemente mediteraneene spontane, cum ar fi: castanul dulce, liliacul sălbatic), toate acestea formând cadrul optim pentru o oază turistică.
La acest cadru natural se adaugă alte numeroase atribute, ce pledează toate in favoarea localității din punct de vedere turistic, în primul rând, pitorescul natural ce se păstrează original, lipsit total de elemente poluante.
Căile de comunicație, bine întreținute, asfaltate și legate articulat cu rețeaua rutieră a județului și națională (6 km față de orașul Horezu, 50 km de municipiul Râmnicu Vâlcea) care pătrund în cadrul natural al munților, constituie un element ce favorizează activitatea turistică în zonă.
Portul național tradițional, pitoresc și autentic al locuitorilor, existența unui folclor bogat și nealterat, instrumental și coregrafic, a unui artizanat specific constituie de asemenea atracții turistice.
Nedeia păstorească anuală de la Vaideeni, "Învârtita Dorului", de la Sânziene, la care participă, de fiecare dată, zeci de mii de vizitatori din țară și de multe ori din străinătate, pe lângă scopul principal, acela de a conserva, de a cultiva și apăra specificul național tradițional, în port, în meșteșuguri, în folclorul muzical și coregrafie, oferă în subsidiar o fericită și eficientă propagandă în favoarea cunoașterii localității și a valențelor ei turistice.
Un rol important în același sens, îl are și faptul că, în imediata apropiere și în zonă, în condiții ușor accesibile, se găsesc obiective majore ale turismului național și zonal: mănăstirile oltene, Hurez, Bistrița, Polovragi, peșterile din zonă,Peștera Liliecilor, Peștera Polovragi, Peștera Muierilor, cheile Bistriței Oltene, cheile Oltețului, piramidele de șiroire din sedimentele cu sare de la Slătioara, trovanții din carierele de nisip din Costești ceramica de la Horezu, muzee.
Apropierea de numeroasele stațiuni balneoclimaterice ale județului Vâlcea, Băile Govora, Băile Olănești, Călimănești și Cozia, Ocnele Mari, constituie valențe turistice de mare importanță, ce pot fi luate în considerație.
Începând cu data de 16 iulie 1973 satul Vaideeni, alături de alte 13 localități, se declara, experimental, sat de interes turistic denumit "sat turistic". În anul 1993 a fost nominalizată între localitățile pilot în agroturismul montan.
În satul Vaideeni au fost înscrise și satisfac corespunzător baremul de dotare și confort, un număr de aproximativ 20 gospodării înscrise într-o asociație, având ca președinte pe domnul Ion Vinereanu, care au primit și pot primi oricând oaspeți din țară și din străinătate, care preferă acest gen de turism.
La acest mod de cazare turistică, pot să se ofere benefic și rentabil și cabanele și cantoanele silvice, cabanele forestiere din zonă ce pot fi închiriate de către amatori.

## Demografie
Componența etnică a comunei Vaideeni
     Români (73,83%)
     Romi (16,21%)
     Alte etnii (0%)
     Necunoscută (9,96%)
Componența confesională a comunei Vaideeni
     Ortodocși (88,61%)
     Adventiști (1,1%)
     Alte religii (0,08%)
     Necunoscută (10,21%)
Conform recensământului efectuat în 2021, populația comunei Vaideeni se ridică la 3.634 de locuitori, în scădere față de recensământul anterior din 2011, când fuseseră înregistrați 3.946 de locuitori. Majoritatea locuitorilor sunt români (73,83%), cu o minoritate de romi (16,21%), iar pentru 9,96% nu se cunoaște apartenența etnică. Din punct de vedere confesional, majoritatea locuitorilor sunt ortodocși (88,61%), cu o minoritate de adventiști (1,1%), iar pentru 10,21% nu se cunoaște apartenența confesională.

## Politică și administrație
Comuna Vaideeni este administrată de un primar și un consiliu local compus din 13 consilieri. Primarul, Achim Daniel Băluță[*], de la Partidul Social Democrat, este în funcție din 2012. Începând cu alegerile locale din 2024, consiliul local are următoarea componență pe partide politice:
|  | Partid                          | Consilieri | Componența Consiliului | Componența Consiliului | Componența Consiliului | Componența Consiliului | Componența Consiliului | Componența Consiliului | Componența Consiliului | Componența Consiliului |
|  | ------------------------------- | ---------- | ---------------------- | ---------------------- | ---------------------- | ---------------------- | ---------------------- | ---------------------- | ---------------------- | ---------------------- |
|  | Partidul Social Democrat        | 8          |                        |                        |                        |                        |                        |                        |                        |                        |
|  | Partidul Ecologist Român        | 2          |                        |                        |                        |                        |                        |                        |                        |                        |
|  | Partidul Național Liberal       | 2          |                        |                        |                        |                        |                        |                        |                        |                        |
|  | Alianța pentru Unirea Românilor | 1          |                        |                        |                        |                        |                        |                        |                        |                        |

## Personalități născute aici
- Vartolomei Todeci (1933 - 2021), lingvist, folclorist.